# 5月3日憲法

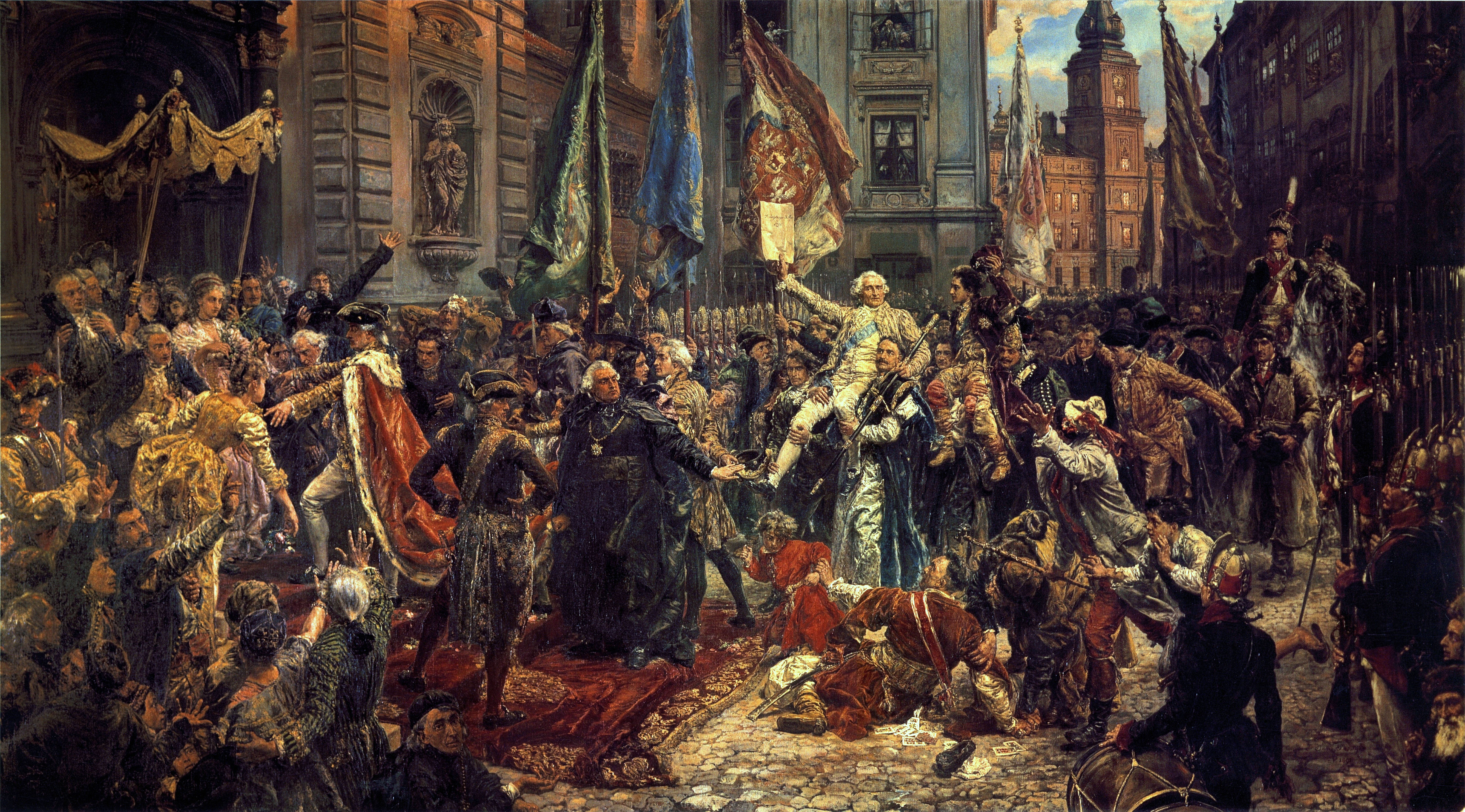
『5月3日憲法』（ヤン・マテイコ画、1891年）。国王スタニスワフ2世（左側の立派なマントの男性）が、新憲法を公布する聖ヨハネ大聖堂に入る。この直前に新憲法が奥の王宮で採択された。

5月3日憲法（ごがつみっかけんぽう、ポーランド語: Konstytucja Trzeciego Maja）は、ポーランド・リトアニア共和国（以下「ポーランド」）の憲法である。
1791年5月3日に議会（セイム）で採択されたことからこの名がある。

## 概要
近代的な成文国民憲法としてヨーロッパで最初のものであり、世界でも米国憲法に次ぐ2番目のものとして知られている。また、第6章から第8章にわたり、議会（立法）・国王（行政）・裁判所（司法）の「三権分立」の原則および「法の支配」を明示しており、国王には立法権がない。実際の行政は国王に代わり議会の代表者である首相が取り仕切る「国王の評議会」が行い、これが現在の内閣に相当する（「立憲君主制」と「議院内閣制」）。名目上、国軍の最高司令官は国王であるが、大法官（カンツェシュ）は議会の代表者である首相であると同時に国軍の制服組の最高位である大元帥（ヘトマン）の職を兼ねており、実質上の国軍の最高司令官は国王ではなく首相。戦争も行政の一環であると認識されている。このように、現代の基準に照らしてもきわめて先進的で、かつ完成度の高い民主憲法であった。
5月3日憲法は、ポーランドの独特の伝統である「貴族共和制」における政治的欠点を取り除くことを目的に制定された。この憲法では、市民と貴族（シュラフタ）とを政治的に平等と定めた。また、農民を政府の庇護下に位置づけ、特にリトアニア、ウクライナ、プロイセンなど、共和国の東部地域でその悪化が見られた農奴制という悪習の軽減を図った。さらに、議会の諸制度のうち、弊害が多かったものを廃止した。例えば立法における任意拒否権（リベルム・ヴェト）も廃止されたが、かつてはこの任意拒否権によって、利害関係者や外国から買収された議員が議会で立法された法律を簡単に取り消してしまっていた。5月3日憲法は、復古的な有力者達が暗躍する当時の無政府状態を、比較的平等主義かつ民主主義な立憲君主制で取って代えようとしていた。憲法の文面はリトアニア語にも翻訳された。
現代の基準に照らしてさえもきわめて民主的かつ啓蒙的といえるこの5月3日憲法の採択は当時のヨーロッパ世界では「危険思想」と判断され、ポーランドの周辺国の警戒心を惹きつけ戦争を招くことになった。ポーランドは、1792年にエカチェリーナ2世のロシア帝国から攻撃を受け、同盟を結んでいたフリードリヒ・ヴィルヘルム2世のプロイセンに裏切られたこともあり、敗戦した。時代を経て極端なまでに拡大してしまった自由主義（「黄金の自由」）を制限し公共の福祉に相当する思想を強く押し出したこの憲法により既得権を失うことを恐れる大貴族の一部は、こともあろうにロシアと結託してタルゴヴィツァ連盟を結成、「我々の自由と財産」を守るためロシア軍を共和国内に呼び込んだのであった。敗戦の結果、2回目のポーランド分割が行われ、領土の一部をロシア帝国とプロイセンに奪われることになった。1795年の3回目のポーランド分割によってポーランドは消滅したが、復活するまでの123年間、5月3日憲法は民主主義によるポーランドの主権回復闘争を導くかがり火となった。イグナツィ・ポトツキとフーゴ・コウォンタイの共著の言葉によると、この憲法は「亡くなった母国の最後の遺言」だった。

## 歴史

### 背景
1791年に5月3日憲法が策定された理由は、ポーランド・リトアニア共和国（以下ポーランド）の陥った危機的状況を打開するためである。その2世紀足らず前まで、ポーランドはヨーロッパで最大の強国だった。しかしそれ以前（16世紀）にすでに、当時の王ジグムント3世に仕えたイエズス会宮廷牧師のピョトル・スカルガが、ポーランド市民の集団または個人としての欠点を指摘していたのである。また同じ頃、アンジェイ・フリチュ・モドジェフスキ、ヴァヴジニェツ・グジマワ・ゴシリツキ、ヤン・ザモイスキら作家、哲学者、政治家により、改革を主張する「法の遂行」運動が起こっていた。
17世紀初頭までに、ポーランド政治のほぼ全てを大貴族達（マグナート）が掌握した。言葉を変えると、大貴族たちは、自らの特権すなわち自由を危うくする改革が決して起きないような極端な自由主義の支配体制を作り上げた。彼らは他の中小貴族と政治的には平等の立場であったが、その膨大な財産のために大貴族と呼ばれ、金銭で中小貴族を懐柔することで自由主義を拡大、そのなかで富を寡占していった。この時代は新大陸からヨーロッパへの穀物輸出が本格化した時期で、穀物の相場と実質賃金が長期低落傾向となり、17世紀に大規模な内戦が発生（大洪水時代）、これを原因として国内の一般消費財生産が滞ったことで起こった長期インフレーションのなかで労働条件が次第に悪化、大貴族たちは生産高を確保するために領地の拡大を図り、小作農に転落した農民たちは労働条件の劣悪化に苦しむことになった。これは一般の農民たちが再び農奴同然の状態に転落したとされ、のちにこれは再版農奴制と呼ばれるようになった。特にリトアニアやウクライナといった東部辺境の諸地域ではさらに地方自治の法律の改悪によって、一般市民の暮らし向きは、他の西欧諸国の豊かさと比較にならないほど悪化した。また、一部の大貴族たち、とくにリトアニアやウクライナといった辺境地帯に所領を持つ者は外国勢力と手を結んで中央政府と対立してまでもさらなる領地拡大に走った。
多くの歴史家は、この時代のポーランドが没落した最大の原因はリベルム・ヴェト（任意拒否権）制度にあると指摘している。任意拒否権は1652年に創設された、自由主義の究極ともいえる制度で、国会（セイム）の全議員の個人個人に、あらゆる法案を廃案とする権利を認めていた。どのような法案も、採決の際に議員の一人でも反対すれば、廃案となったのである。ただし17世紀まではリベルム・ヴェトが行使される事態はほとんど発生しなかった。当時は貴族たちの連帯感のもと徹底的な話し合いが行われ、全会一致による法案成立が実現していたのである。しかし18世紀に入ると貴族たちの間の所得格差の拡大とともに連帯感が失われ、大貴族や外国から買収された議員や、前世紀の「黄金時代」が続いていると勘違いしている愚かな議員たちが任意拒否権を乱用し、政府は混乱してマヒ状態に陥ってしまった。それを受けて任意拒否権の害悪を取り除いたのが、任意拒否権の適用外とされる「連合議会」の創設である。これはそれまでイギリスと似た慣習法が支配していたポーランドの法体系の隙をついて開催された第二の国会であり、その決定には法的拘束力があった。5月3日憲法を採択した1788年から1792年の「4年議会」（偉大な議会）も連合議会であり、だからこそ、このように急進的な法律が通過できたのである。
さて、ポーランド王国の最後の王スタニスワフ・アウグスト・ポニャトフスキの治世（1764年–1795年）には、ポーランドにも啓蒙時代が訪れていた。王は慎重に改革を進めた。財務省と国防省が創設された。国家としての関税が新たに決められた。憲法の改革も徹底的に議論された。ところが、周辺諸国はこの改革を危険視していた。それというのも、周辺諸国にとって国境を接するポーランドは重要な国であり、ポーランドで中央集権が強化されて民主化までされることを、自国の特権階級の利権に対する脅威と感じていたからである。
ロシアの女帝エカチェリーナ2世とプロイセンの王フリードリヒ・ヴィルヘルム2世の干渉によって、議会保守派とスタニスワフ2世との間に、宗教少数派の権利を巡る対立が起こった。エカチェリーナとヴィルヘルムはポーランドの貴族（シュラフタ）の「自由」を守るために援護すると宣言し、1767年10月にはロシア軍をポーランドの首都ワルシャワの外側に結集させた。武力に勝るロシア軍を目の前にしては、スタニスワフ2世とその支持者達もロシアの要求を受け入れて、エカチェリーナが「ポーランド貴族を守るため」に掲げる「永久・不変の5原則」を認めざるを得なかった。この原則とは、選挙王政、任意拒否権（リベルム・ヴェト）、王への臣従の拒否権と反乱する権利、貴族による官職と領土の排他的所有権、地主による小作人の生死の決定権、である。すなわち中央政府の権限を大幅に制限し、半ば無政府となった状態を確定化するものであった。
ポーランド国内には、スタニスワフ2世によるロシアに対する妥協に反対する者もいた。1768年2月29日、カジミェシュ・プワスキ等数名の大貴族は守旧派ではあるもロシアの干渉に抵抗し、スタニスワフ2世を「ロシアとエカチェリーナの犬」と断じて、バール（現ウクライナの小都市）においてバール同盟を結成して反乱を起こした。反乱の目的はスタニスワフ2世の追放だったが、1772年まで続いた末にロシア軍に鎮圧された。プワスキは国王暗殺を謀ったとして大逆罪を適用され、欠席裁判で死刑を宣告されたが、国外脱出してヨーロッパ各国を転々としたのちフランスでラファイエットにアメリカへ行くことを勧められ、新大陸に渡った。プワスキはその後アメリカ独立戦争に参加した。後述のタデウシュ・コシチュシュコ将軍が北部の商工民の間に自らの同志を見つけたのと異なり、プワスキはアメリカ南部の大土地所有者たちの間に自らの同志を見つけ、独立戦争における南部戦線最大の激戦「サバンナの戦い」のときイギリス軍のサバンナ砦へのアメリカ海軍による艦砲射撃につづくアメリカ陸軍騎兵突撃を陣頭指揮、その際に受けた傷によって亡くなった。彼はポーランドで完成した騎兵戦術をアメリカ軍に伝授したことで「アメリカ騎兵の父」と呼ばれ、英雄として全米各地に記念碑が建てられ記念日の祝日が設けられている。

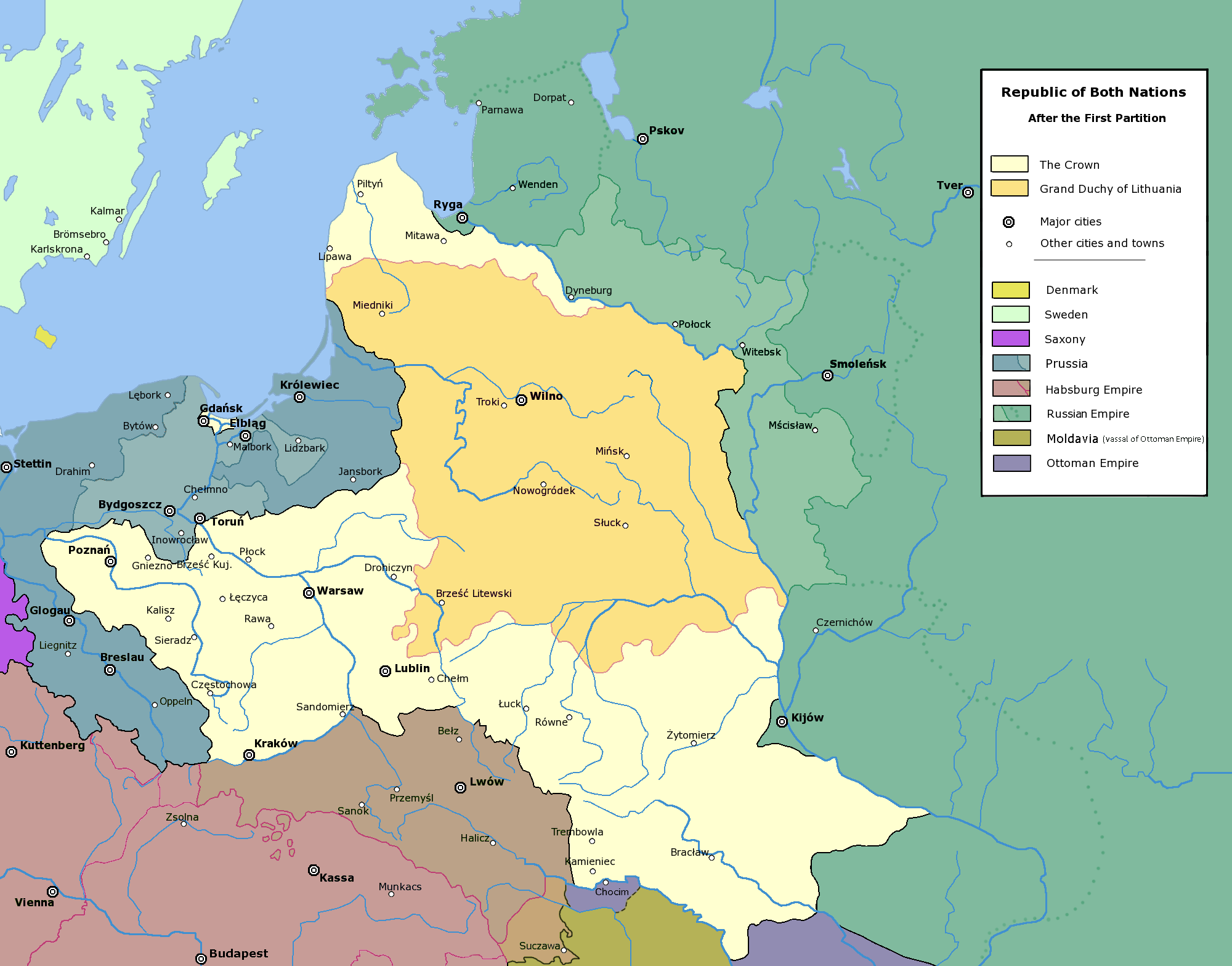
第1回のポーランド分割（1772年）

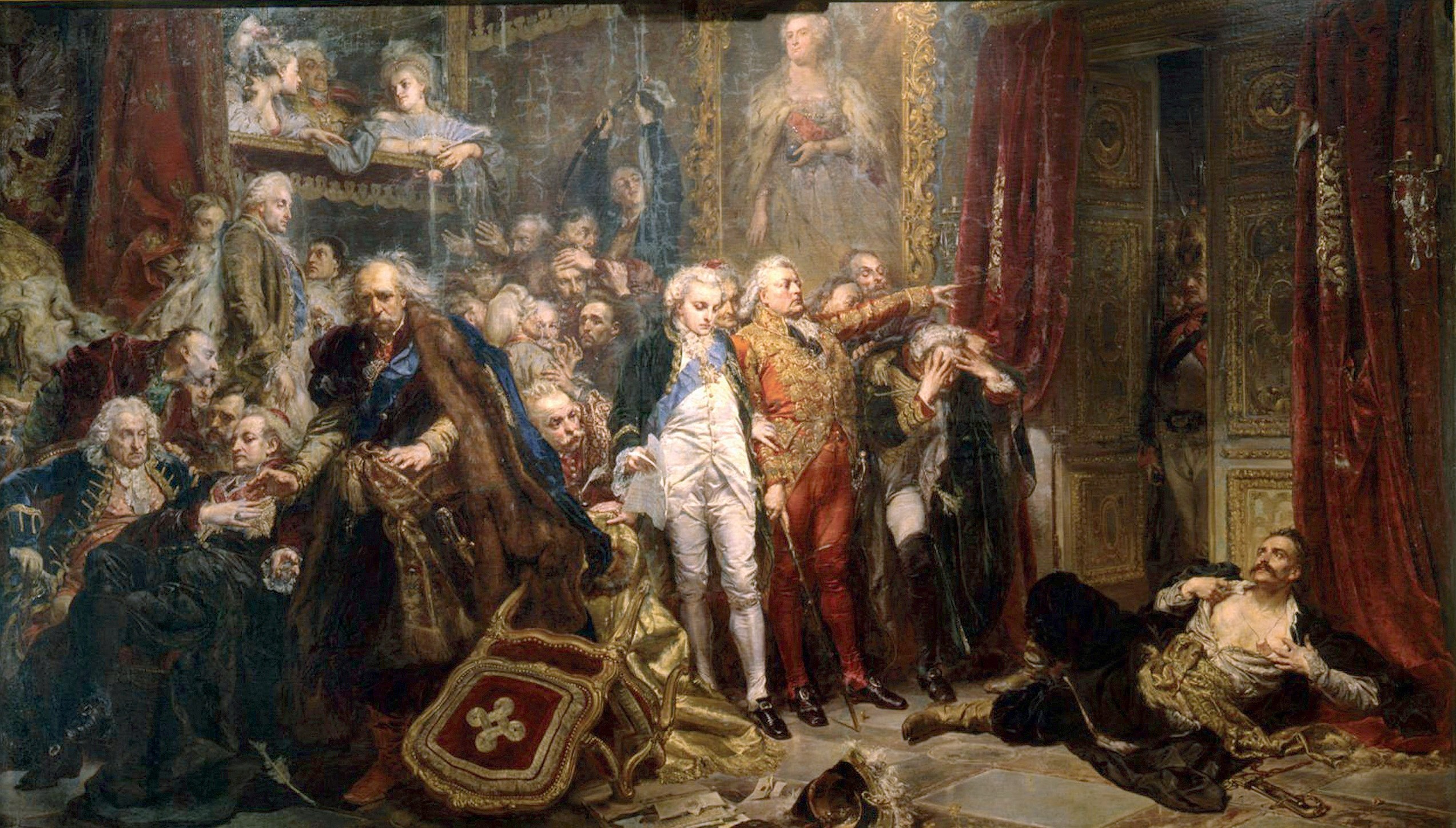
議場前で「採決に向かうならば余をこの場で殺してから行け」と抵抗するタデウシュ・レイタン（右）

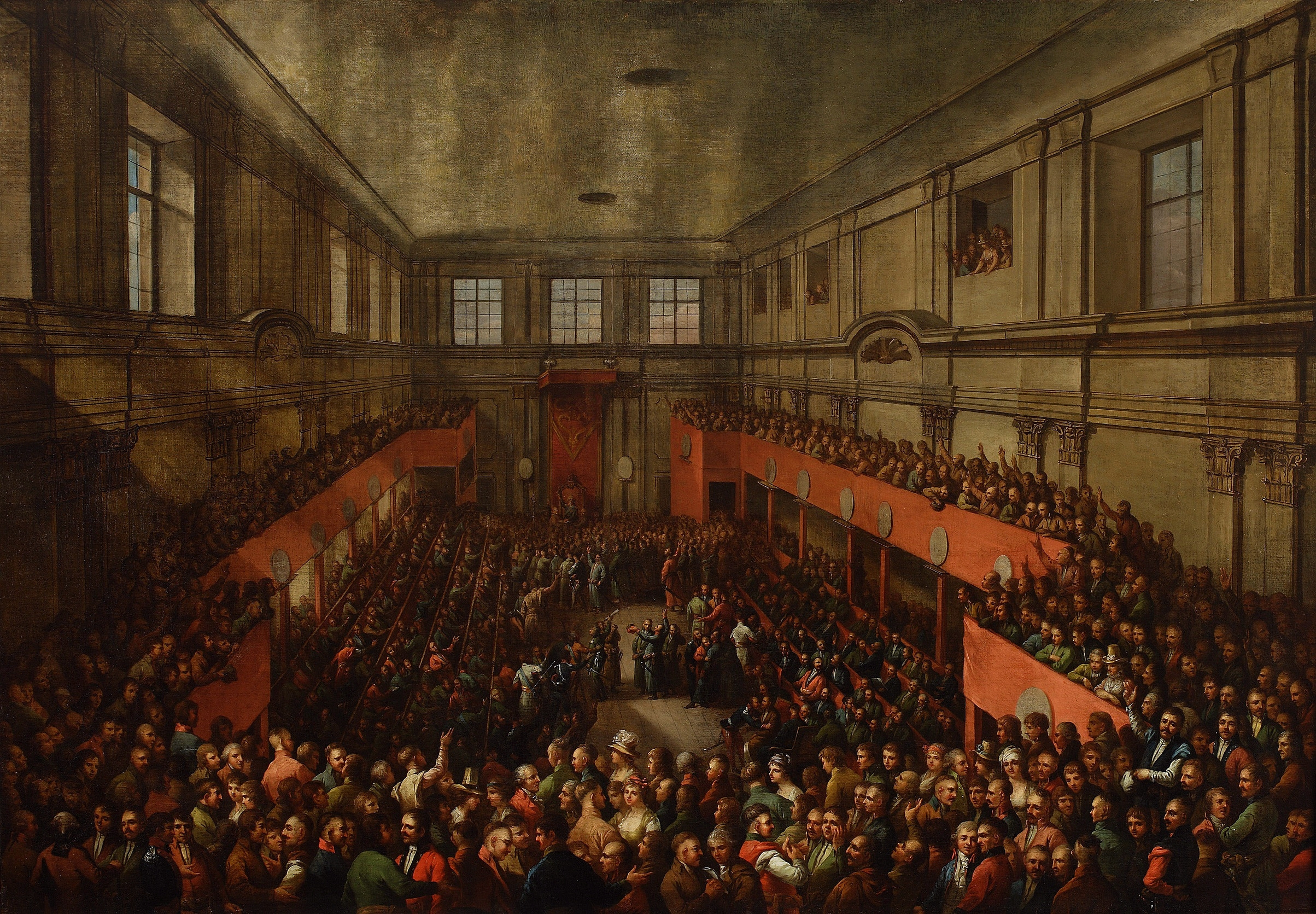
1791年にワルシャワの王宮で5月3日憲法が採択された場面

バール同盟の敗北と共に、ポーランドを巡るドラマの新しい幕が上がった。1772年8月5日、ロシアのサンクトペテルブルクにおいて、ロシア、プロイセンおよびオーストリア帝国という周辺3大国が集まり、第1回目のポーランド分割に署名した。これにより、ポーランド・リトアニア連合王国は約8万km²を奪取され、約19万km²が残されることになった。この分割を正当化する根拠は、ポーランドが無秩序状態にあり、近隣諸国が秩序回復を支援しているにもかかわらず政府がそれに協力しないことだとされた。3大国はポーランド議会にこの分割案の採択を求め、もし採択しなければさらに分割を増やすと迫った。スタニスワフ2世は脅迫に屈し、1773年4月19日に議会を召集した。王の意図に気付いた多くの議員は欠席し、出席した議員は102名だけであり、中でもタデウシュ・レイタン議員などは議場の入り口に座り込み、「採決に向かうならば余をこの場で殺してから行け」と激しく抗議したが、レイタンはその場から力ずくで排除され、それでも第1回ポーランド分割は可決された。レイタンは失意ののちに抗議の自殺をした。この後ポーランド分割は繰り返され、3回目のポーランドの消滅によって終わる。それはともかく、第1回目の分割が行われたこの時点でも、ポーランドは改革を成功させない限りいずれ消滅に向かうことがはっきりした。
スタニスワフ2世の支持により、新しい改革の波が起こった。その中でも重要な出来事は、世界最初の教育担当省である「国家教育委員会」の設立である。都市にも地方にも新しい学校が築かれ、共通の教科書が出版され、教師には専門教育が施され、さらに、貧しい学生には奨学金が支給された。軍事面も近代化され、常備軍が結成された。過去には貴族達の妨害により否決されていた経済・商業面の改革も進み、産業の発展が推進された。小作農にもいくらかの権利が与えられるようになった。新しくできた警察省は、贈収賄の問題に取り組んだ。道路整備から刑務所に至るまで、あらゆるものが改革された。行政組織として、5つの省からなる常任評議会が整備された。
第1回目のポーランド分割以前から、議員たちは、フランスの政治思想家であるガブリエル・ボノ・ド・マブリとジャン＝ジャック・ルソーから、新しいポーランドのための憲法のようなものを制定することを勧められていた。マブリは推奨する論文を1770年から1771年に提示し、ルソーは「ポーランド政府に関する考察」を1772年に書き上げた。
1776年、議会は王冠領大法官（ポーランド王国内閣総理大臣）アンジェイ・ザモイスキに、新しい法案（ザモイスキ法案）の起草を委託した。ザモイスキはこれに先立つ1760年に自分の所領（ザモシチなど）において農奴制を可能とする法的根拠をすべて排除し、農奴制を法的にも事実的にも完全に廃止していた開明的な巨大貴族（オルディナト - ポーランド貴族であるシュラフタのうち特に大きな財産を持つ貴族はポーランド大貴族すなわちマグナートと呼ばれるが、マグナートのうちでも特に大きな財産を持つポーランド巨大貴族がオルディナトで、オルディナトたちは私有としてはそれぞれが全ヨーロッパ最大級の資産家であった）で、直後の1764年にも、議会の改善と貴族の権力の制限のほか、農奴制がどのような法解釈でも不可能となる体系を含んだ法案を提出していた自由主義者である。1780年には、ザモイスキの監督によって新しい法案が完成した。この法案では、王権は強化され、全ての官公吏は議会の責任下に置かれ、聖職者とその財産は国家の管理下に置かれ、貴族階級でも土地を所有しないものには法的な特恵を無くすこととしていた。ザモイスキの革新的な法案には後の5月3日憲法の基本的な部分が含まれていたが、このときは事前の根回し工作がはかどらず、議会で否決された。

### 起草から採択まで
ちょうどこの頃の世界情勢は、ポーランドの改革推進派に味方した。ポーランドの周辺国は、オスマン帝国など他国との戦争と国内の諸問題の対処に精一杯になり、ポーランドへの干渉が弱まった。1788年10月6日に開会し1792年まで続いた4年議会（偉大な議会）と呼ばれる議会は、任意拒否権が適用されない連合議会であり、この絶好の機会をとらえて改革を進めた。プロイセンとの同盟によってロシアの干渉が減った時期に、スタニスワフ2世は改革を志す愛国党の指導者達を身近に引き入れ、1790年に議会は新議員を加えて約2倍となった。スタニスワフ2世は新憲法作成を手がけ、スタニスワフ・マワホフスキ、イグナツィ・ポトツキ、フーゴ・コウォンタイ、スタニスワフ・スタシツ、および、王のイタリア人秘書シピオーネ・ピアットーリ等によって草案が起草された。
新憲法の政府決議の採択は、ほとんどクーデターといえる状況だった。政府決議のための討議は、議会のモスクワ党（ヘットマンとも呼ばれる）からの暴力による反対の恐れもある中、当初予定の5月5日を2日繰り上げ、多くの反対派議員がまだ復活祭で休んでいる5月3日に行われた。改革推進派の議員たちは早い時間に人目につかないよう議場である王宮に入った。モスクワ党による妨害を防ぐために王宮の周りに近衛兵が配備される中、新憲法に関する討議が行われ、採択された。そして、外に集まった熱狂的な群衆に対し、新憲法を政府決議した宣言が高らかに読み上げられた。

### 転落
1791年の5月3日憲法が効力を持ったのはわずか1年間で、タルゴヴィツァ連盟と結託したロシアと争った護憲戦争が発生し、その結果、ロシア軍によって破棄された。
ロシアは、ポーランドを実質的にロシアの保護国とみなしていた。露土戦争および第一次ロシア・スウェーデン戦争が終わったため、女帝エカチェリーナはポーランドに眼を向け、ロシアの影響力を弱める5月3日憲法が成立したことに激しく怒った。 ポーランド周辺国から見ると、ポーランドの改革派達がフランスの革命政府である国民議会と連絡を取っていたことこそ、「改革」のこころみではなく「革命」の陰謀の証拠であると映り、絶対君主制への脅威とみなされた。プロイセンの政治家エヴァルド・フォン・ヘルツブルクはこれによりポーランドの強大化は確定したと考え、ヨーロッパの保守層が感じていた脅威を「ポーランド人は憲法法案に賛成票を投じることで、プロイセンの君主制にとどめの一撃を加えた」と表現した。

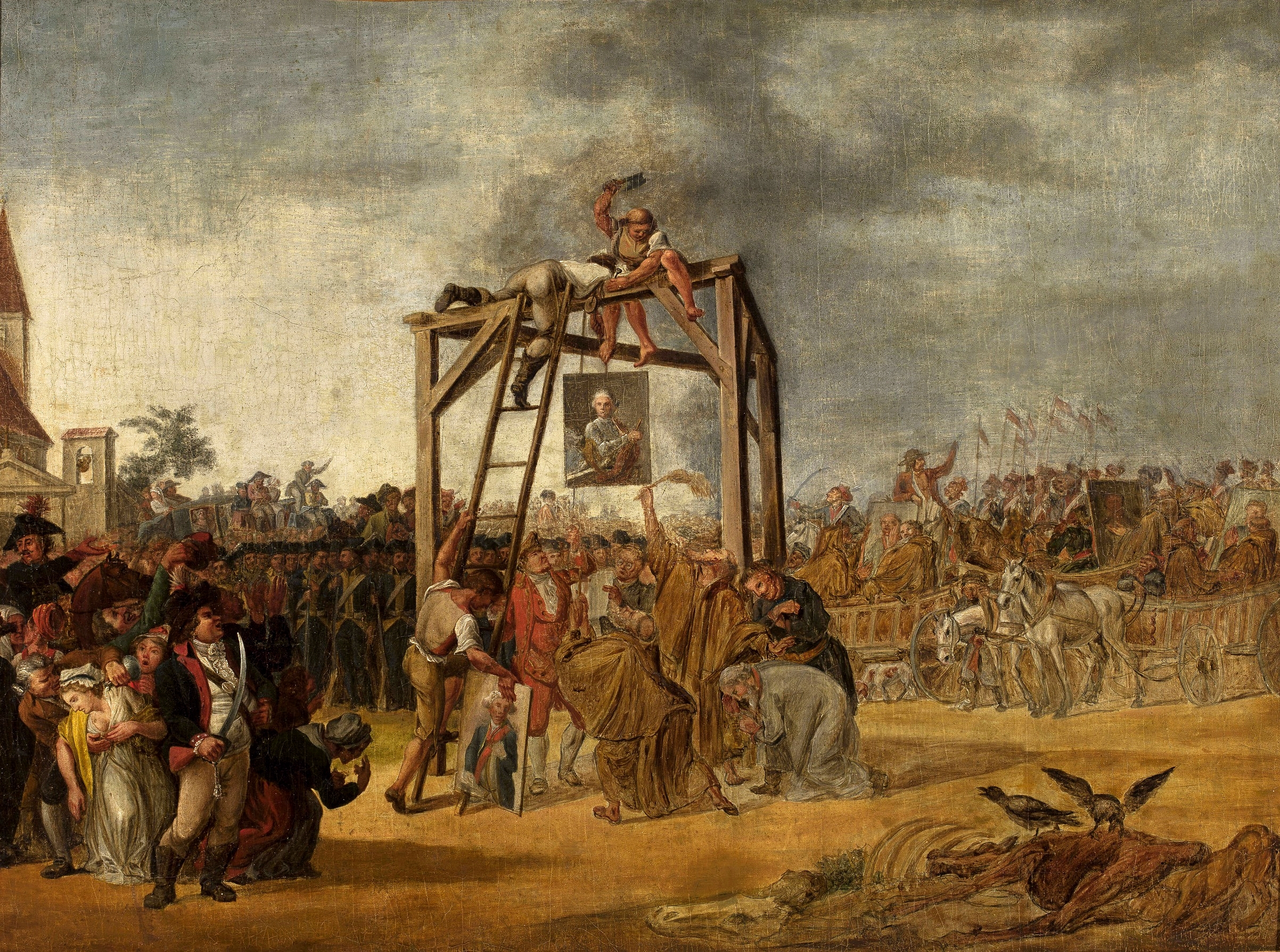
タルゴヴィツァ連盟の首領である売国奴（スタニスワフ・シュチェンスヌィ・ポトツキ）の卑劣で恥知らずな行為は絶対に許せないとして、その肖像画の一枚を改革派の兵士たちが火刑にする光景（ワルシャワ、1794年）。 ヤン・ピョトル・ノルブリン画

初めから憲法に反対していた多くの大貴族（オルディナト）たち（スタニスワフ・シュチェンスニ・ポトツキやフランチシェク・クサヴェリ・ブラニツキなどといった、一部のオルディナトが先頭に立った）は、エカチェリーナの介入を望み、新憲法によって奪われた特権を回復してもらうように求めた。エカチェリーナに裏からの支援を受けた一部の大貴族たちはタルゴヴィツァ連盟を結成し、新憲法を「民主主義という伝染病を広める」と非難する声明文を発表した。彼らは、ロシア帝国の軍隊を招き入れ、「ポーランド王国の同盟国たるロシア帝国の崇高なる女帝エカチェリーナの意向は、今までもこれからも、ポーランド王国とポーランド人の自由を復興し、市民に安全と幸福をもたらすことの他にない」と断言した。しかし、新憲法の理念が指す「ポーランド人」が農民、都市住民、ユダヤ人、スコットランド人、オランダ人、ドイツ人、スウェーデン人、フス派の末裔、ルーテル派、亡命ロシア人の末裔、タタール人も含めた、民族、階級、言語、宗教宗派を問わずポーランドに住むすべての人々を指していたのに対し、彼ら守旧派の呼ぶところの「ポーランド人」とは民族、言語、宗教宗派を問わないものの、シュラフタ階級のみを指していたのである。1792年5月18日、9万7千人の経験を積んだロシア兵と、2万人以上の同盟軍が、国境を越えてポーランドに侵入した。
ポーランド王スタニスワフ2世と改革派達は、3万7千人の軍しか編成できず、しかもその多くは寄せ集めだった。王の甥であるユーゼフ・ポニャトフスキとタデウシュ・コシチュシュコの指揮によって何度かロシア軍を破ったものの、王自身がポーランドの敗北を決定付けた。1792年7月にワルシャワがロシア軍に包囲されると、スタニスワフ2世は多勢のロシア軍には勝てないと絶望し、完敗して改革派全員が虐殺されるという憂き目に会わないためには、降服するしかない、と考えるようになった。
1792年7月24日、スタニスワフ2世は改革運動を見捨て、ロシアとの唯一の連絡手段を持つタルゴヴィツァ連盟と結託することで事態を収拾しようとした。ポーランド軍は崩壊し、改革派の指導者の多くは戦いの意義を失って亡命した。
しかし結果的には、王の判断はポーランドを救えなかった。ポーランドの市民を救うこともできなかった。ロシア軍はワルシャワから見てヴィスワ川東岸にあるプラガ市（現在のワルシャワ市のプラガ地区）に到達すると街を略奪し、街の男はすべて残虐な方法で殺し、女子供はすべて強姦したうえ考えうる限りの残酷なやり方で殺し尽くした。そして、守旧派のタルゴヴィツァ連盟でさえも予想していなかったことだが、戦いの後に第2回目のポーランド分割が行われたのである。ロシアが25万km²を獲得し、プロイセンが5万8千km²を獲得した。ポーランドに残された国土は約21万2千km²にすぎず、傀儡の王と駐留ロシア軍が存在する小さな緩衝国になってしまった。エカチェリーナ2世はタルゴヴィツァ連盟と結託する意味ももはやなくなっていたので、この年にサンクトペテルブルクにやってきた連盟の首領であるスタニスワフ・シュチェンスニ・ポトツキをけんもほろろに冷遇した。シュチェンスニ・ポトツキは自分がただ単にエカチェリーナ2世のポーランドへの野心に利用され、このロシア人に騙されていただけであることを、ここに至ってようやく悟ったが、時すでに遅かった。シュチェンスニ・ポトツキは失意に苛まれながらルーシ県にある自分の居館へ帰って行った。彼は数年後にロシア歩兵の名目的な指揮官としての職を与えられたが、1年余りで引退してルーシ県の居館へ帰った。この裕福なポーランド人は、周囲のポーランド人たちから白い目で見られながら自らの広大な領地の経営に専念することで余生を過ごした。
なお、ポトツキ一族の間にはこの守旧派のタルゴヴィツァ連盟首領のスタニスワフ・シュチェンスニ・ポトツキとは別に改革派もおり、とくに憲法起草グループの主要人物たちのうちにはタルゴヴィツァ連盟と対立した啓蒙主義のファミリア党に属するイグナツィ・ポトツキ宮内長官兼リトアニア大公国軍大元帥（憲法起草者の一人、のちに最高国民評議会の評議員）と、同じくファミリア党に属し陸軍中将を経てセイム代議員となったスタニスワフ・コストカ・ポトツキ（のちにナポレオン戦争のときのワルシャワ公国で文部大臣、ナポレオン戦争後のポーランド会議王国で元老院議長）の開明的なポトツキ兄弟がいる。そのため特にスタニスワフ・シュチェンスニ・ポトツキとスタニスワフ・コストカ・ポトツキはファーストネームが双方とも同じスタニスワフなので会話の中で混乱の種になる。そこでしばしば、スタニスワフ・シュチェンスニ・ポトツキは「シュチェンスニ・ポトツキ」あるいは「シュチェンスニのほうのスタニスワフ・ポトツキ」、スタニスワフ・コストカ・ポトツキは「コストカ・ポトツキ」あるいは「シュチェンスニじゃないほうのスタニスワフ・ポトツキ」と呼ばれて区別される。
第一次分割から1年半あまり、ポーランドの愛国者達は雌伏しながら反乱の好機を待った。1794年3月24日、クラクフにおいて、タデウシュ・コシチュシュコがコシチュシュコ蜂起として知られる反乱を起こした。5月7日、彼は農奴解放と蜂起に参加した全ての人に土地所有を認める「ポワニェツ宣言」を発した。蜂起の当初は、ラツワヴィツェの戦いに圧勝し（4月4日）、ワルシャワ攻略（4月18日）、ヴィリニュス攻略（4月22日）などいくつかの勝利を挙げた。しかしその後、ロシア、オーストリア、プロイセンの連合軍が軍事介入し、圧倒的多数の軍事力によって蜂起を鎮圧した。コシチュシュコ蜂起の失敗は、1795年の第3回目のポーランド分割につながった。コシチュシコをはじめとした多数の改革派のポーランド人が国外亡命を余儀なくされた。

## 特徴

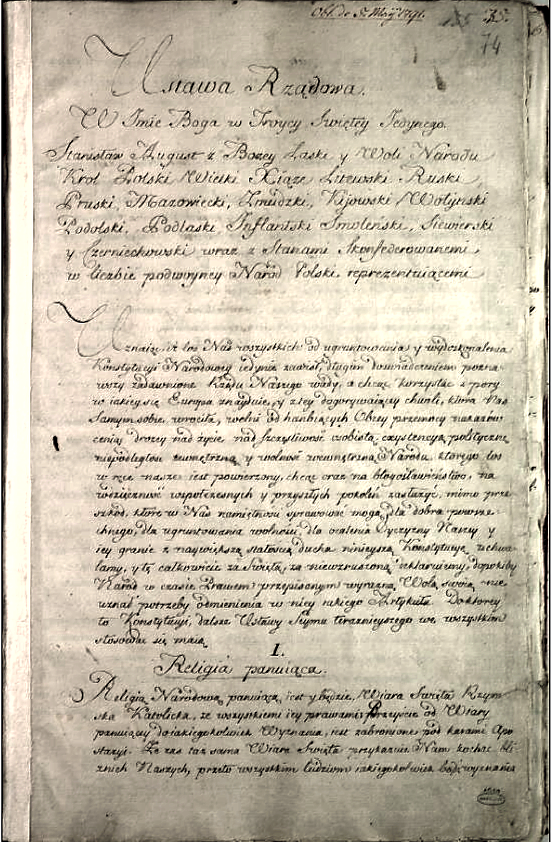
5月3日憲法のオリジナル

スタニスワフ2世は、当時の記録によると、5月3日憲法を「原則としてイギリスとアメリカ合衆国の憲法を下敷きにし、両者の欠点は直して、我が国の独自の状況には可能な限り適応させた」と説明した。実際、ポーランドとアメリカの国民憲法には同じような啓蒙思想の影響が見られ、例えばモンテスキューの唱えた権力分立や両院議会制度を取り入れている。
憲法は11条から成っている。その中には、国民主権の原則（当面は貴族と都市市民、すなわち現時点で国政に参加できるだけの一定の社会理解力を涵養している社会層に適用される）、権力分立の原則が含まれている。権力分立は、立法（両院制セイム）、行政（国王の評議会）、司法の三権を分立させる制度であるが、第5条に「国家の清廉、市民の権利、社会の秩序は、つねに均等でなければならない」と記載されている。
この憲法は都市の民主化を進めた。土地を所有しない貴族の法的・政治的特権に制約を設け、一方では、都市の市民には身の安全と土地の所有権、軍士官や政府高官になる資格、貴族階級への参加などを認めた。これらは、5月3日憲法に先立って4月18日に成立した国王都市法令（憲法第3条に、この法令が憲法を補完すると定められている）に規定されている。憲法はまた、ポーランドの農民を「国法と政府の元に保護される」と明記し、農奴制を廃止し、「国民教育委員会（世界初の教育省）」の制度とともに、農民という最大の階層に参政権を与える行動の第一歩を踏み出した。
5月3日憲法では、通常議会は1年おきに召集され、特別議会は国家緊急時にいつでも召集される。下院は204名の代議員と24名の国王都市の特命全権大使からなる。上院は132名の元老院議員から成る。

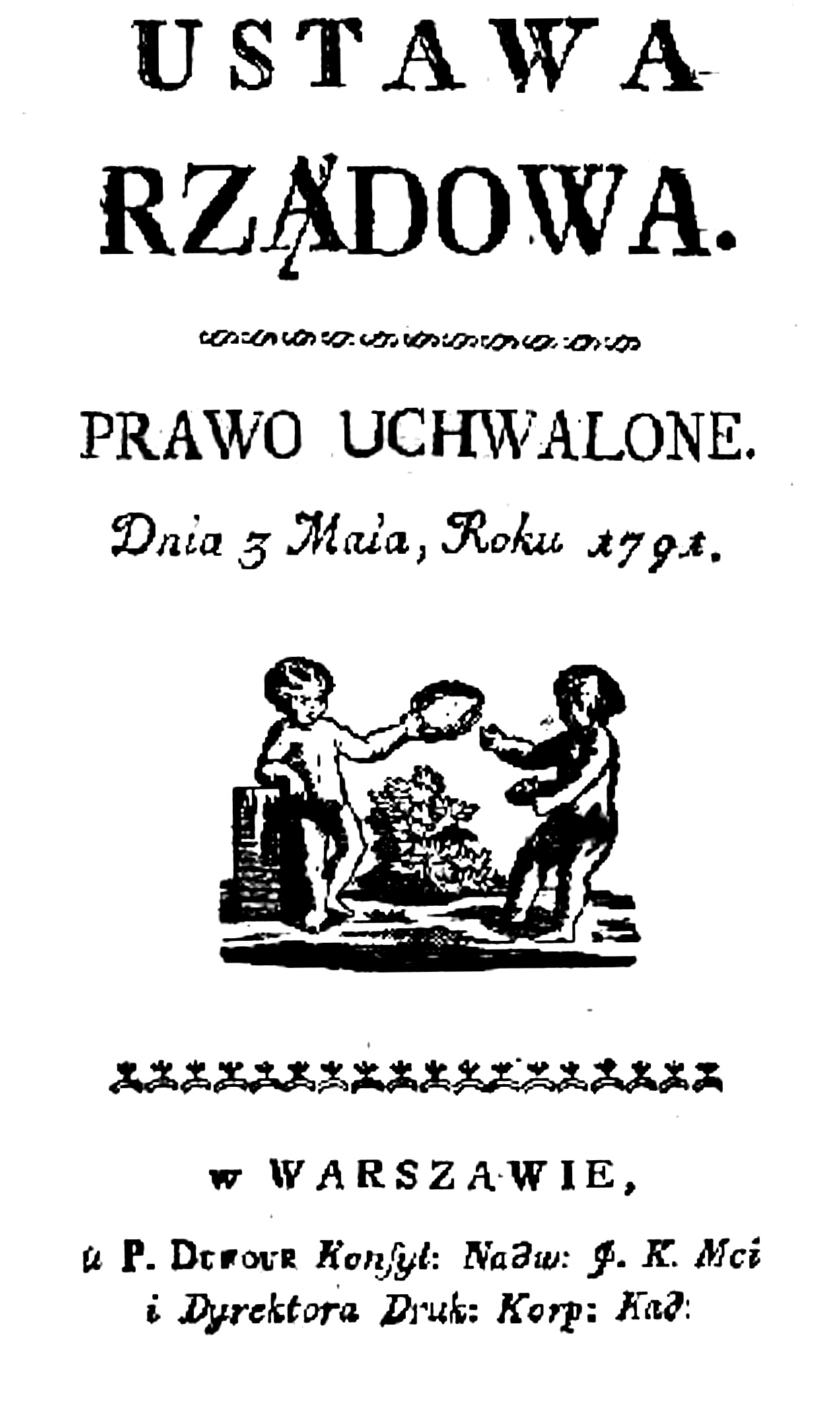
Piotr Dufourの1791年の政府法案（5月3日憲法）の表紙

行政的な執行力は法の守護と呼ばれる国王の評議会が担っていた。この評議会は国王が統括し、国王に指名される5名の大臣から成っていた。5名の大臣とは、治安大臣、国務大臣、外務大臣、軍務大臣、および財務大臣である。大臣は国王に指名されたが、議会に対して責任を負った。評議会には、大臣以外にカトリック教会の首座大司教も加わり、投票権はないものの皇太子と議会議長、2名の秘書も参加した。この国王評議会は、2世紀前にヘンリク条項が設立した評議会（1573年）を受け継ぐものであった。国王が提案した決議にも、担当大臣の連署が必要だった。国王に対する規定には「王1人では何もしない…王1人では国民に何も責任を持たない」と明文化されており、これはイギリス憲法の「王は何も悪事をできない」という原則に相似する（どちらの国でも、国王の提案決議に担当大臣が責任を負う）。
ポーランドは、それまで、ポーランド王国とリトアニア大公国の2国がポーランド・リトアニア共和国として連携してきた。これを新憲法では、国家の統一と安全確保を図るために、より緊密な連合国家として一体化した。それまでの政権の形態は一人ひとりの王を選ぶ選挙王制だったが、王選挙のたびに様々な外圧が問題となってきたため、「王家」を選ぶ方法に改められた。5月3日憲法の条文によると、もしスタニスワフ2世が亡くなれば、王位はヴェッティン家（選挙王政において直近2名を輩出）のフリードリヒ・アウグスト1世に世襲されることになる。
また、この憲法では、これまで政府・国家を弱体化させて無秩序状態にさせる要因となってきた、いくつかの制度を廃止した。廃止した制度は、任意拒否権、国家の連合形態、連合議会
（皮肉なことに、憲法を採択した4年議会も連合議会だった）、地方議会（地方選出の国会議員に対する拘束力を持つ）による過剰な国家統治などだった。
この他に、憲法は、カトリックを主宗教と公認した一方で全信仰に対する自由も認めた。軍隊は10万人で編成された。所得税が常設された（貴族には10%、教会には20%）。憲法改正は25年ごとと定められた。
5月3日憲法では、憲法を補完する法令として、1791年4月18日に成立した国王都市法令（憲法第3条）、および1791年3月24日に地方議会で成立した法令（憲法6条）を公認している。さらに歴史家によっては、5月3日の法令を再確認した1791年5月5日の財産整理の布告や、ポーランドとリトアニアの結束を確認した1791年10月22日の「2人の共同宣言」（2人とはポーランドとリトアニアの意味）も、5月3日憲法を補完する法令に数えている。憲法に実行力を持たせるために、1791年の5月から6月にかけて、国会や国会法廷（5月13日の2法案）、法の守護評議会（6月1日）、治安評議会（6月17日）、市民行政委員（6月24日）などで多くの法律が成立した。
5月3日憲法は、進化中の法律だったといえる。共著者の1人であるコウォンタイは、「全ての所有の権利を保障し、安全を確保し、全ての経済的労働の方法を尊重する、経済分野の憲法」の草案を作成中と述べた。これには、「公法の基礎」を主体とする5月3日憲法では十分に言及されていなかった「私法の基礎」を整備し、近代資本主義社会の健康な発展を確実化する目的があった。さらに、3番目の基本法として「倫理の憲法」の構想があると述べたが、これはアメリカの「権利章典」やフランスの「人間と市民の権利の宣言」にあたる内容だと思われる。

## 後世への影響
憲法が採択された5月3日は、ポーランド第二共和国が1918年に建国されて以来、ポーランドの最も重要な記念日として国民の祝日になっている。5月3日憲法が登場するまで、現在のポーランド語で「憲法（）」を意味する単語は、議会で採択される全ての法律に対して使われていた。5月3日憲法が採択された後、「konstytucja」は、現在のように統治の原則を決める法律にだけ使われるようになった。
5月3日憲法は、その4年前に成立したアメリカ合衆国憲法に次ぐ世界で2例目の近代的な成文国民憲法であり、政治学者から、当時としては非常に進歩的な内容だったと評価されている。啓蒙時代のフランスとポーランドの政治運動を比べると、フランス革命がデカルト以来の社会設計の合理主義にもとづき、前段階の物事（政府債務や対外債務を含む）の多くを破棄したうえでそれらとの継続性の薄い人工的な社会構築を導入する「革命（）」、つまり俗に言うところのガラガラポンであったのに対し、5月3日憲法は同時代のカントが実践理性批判で唱えたような、人間を手段ではなく目的とした哲学にもとづき、社会構造上の問題解決の必要に応じた漸進的な合理主義にもとづいた「発展的変革（）」であった。これはフランス社会主義とポーランド自由主義（個人主義）の対立ともいえる。これはカントが個人個人の自律と定言命法を唱えたことと通じ、リベルム・ヴェトを立法という公の場でなく、私的な個人のうちに互いに認めることを大前提とすることを意味した。19世紀にはフリードリヒ・ニーチェが自らの思想について、自分のなかにリベルム・ヴェトがある（が、他人はそれに気づかないだろう）と言っている。ルソーはポーランドの改革にフランス革命の理想を見たが、フランス革命は人間を目的でなく社会建設の手段とした。いっぽう、ポーランドの改革はフランス革命とは対照的に、人間を手段でなくその目的とした。このポーランド伝統の「人間思想」はこれを遡ること4世紀、コンスタンツ公会議でポーランドへの復讐に燃えるドイツ騎士団を相手にクラクフ大学のパヴェウ学長が唱えた「ドイツ騎士団が迫害していたリトアニア人たちやタタール人たちのような異教徒もわれわれキリスト教徒とまったく同じ人間であり、キリスト教徒と同じ基本的な人権を有するのだ」との画期的な主張のうちにもみられる。このようにフランス革命とポーランド5月3日憲法は本質的なところから既に互いにまったく異なっていたのである。この憲法は短命に終わったが、その記憶は後のポーランド人に何世代も残って先人たちの努力を伝え続け、再び独立して公正な社会を作ろうとする努力を続ける原動力となった。ポーランドでは、この憲法にみられる民族や社会階級によらない真の民主主義精神はポーランドの歴史と文化にのみならず、全人類の歴史において最も優れたものとみなされているが、これはうぬぼれではない。
政治制度の歴史において、成文国民憲法の登場は民主主義進展の記念碑となる画期的な出来事である。世界で最初に成立した成文国民憲法はアメリカ合衆国憲法で、1787年に起草され、1789年から実施された。1791年に採択された5月3日憲法は世界で2例目である。ポーランドとアメリカは距離は離れているが、政治制度を決めた取り組み方には面白い類似性がある。絶対君主制のほかの大国と違い、この両大国はかなり民主的だった。ポーランドの歴代の王は選挙で選ばれており、ポーランド議会は立法に関して強い権利を持っていた。ポーランドの5月3日憲法においては、人口の10%以上を占める都市民と貴族（シュラフタ）とに特権が与えられていた。この比率は、同時期のアメリカにおいて参政権が与えられた男性の資産家の人口比と似通っていた。ただし決定的な相違点もあった。当初のアメリカ合衆国憲法が一部プロテスタントの価値観に基づき奴隷問題などといったマイノリティに関する非人間的な社会構造の改善に一切関心がなかったのに対し、ポーランド5月3日憲法の理念においては世界初の教育省である「国家教育委員会」による国民啓蒙が進むにつれて、のちの時代の人々から再版農奴制と呼ばれるようになった社会変化によって憲法以前の時代に農奴同然の状態におちていた貧困小作農も含めたポーランドのすべての住民においおい徐々に参政権を付与していこうという漸進的な積極性があった。これは平民出身でありながら憲法作成の中枢的存在の一人として活躍しのちにポーランド科学友の会（ポーランド科学アカデミーの前身）を創始した民主主義者スタニスワフ・スタシツの思想が強く反映されている。ポーランドの改革派は国民全員を教育ある「シュラフタ」すなわち一人一票の平等な参政権を持った教養ある個人にしたうえでその個人の自由意思により積極的に政治参加してもらおうと考えたのである。（これは明治維新後の日本が目指したものと似通っている部分がある）。フランス革命のような現実離れした理想を目指して拙速な革命を行って血みどろの地獄絵図を展開するでもなく、かといってアメリカ合衆国のように表面上は民主主義でも内面はそれまでの社会的現実を追認してブルジョワや大土地所有者や白人などといった一部国民の利権を固守してしまうでもなく、とにかく現実を見据えながらも一つ一つ問題点を解決して漸進的に社会を改革していこうという気概があったのは、世界でただ一つ、ポーランドのみであった。
この、人間を手段でなく目的とした「国民全員をシュラフタにする」というシュラフタ民主主義型啓蒙思想はのちのポーランドに受け継がれた。ポーランド人はロシア帝国、ナチス・ドイツ、ソヴィエト連邦といった侵略者に対しては頑強に戦い、蜂起することがポーランド人のポーランド人である所以であるなどとされるほど何度も激しい蜂起を行い多くの犠牲者を出した一方、自らの社会内部の改革には一歩一歩確実に改善を進める漸進主義を適用した。ニーチェは自らにシュラフタの血が流れていることを誇りとし、自分はドイツ的でなくポーランド的な人間でありリベルム・ヴェトを内に持っているのだ（が、周囲のドイツ人たちはそれに気づくことはないだろう）、と述べている。第二次世界大戦前のポーランド共和国でも西のナチス・ドイツと東のソ連の脅威に対応する形で準戦時独裁体制が組まれたが、いっぽうでポーランドの自由主義者たちはモルジュ戦線という政治グループを組織して5月3日憲法の精神の灯火を途絶えないよう活動をつづけた。戦後のポーランドでも民主化運動の柱となる国民総連合的な独立自主管理労働組合「連帯」が組織された。1989年から始まった東欧革命でも、周辺の他国が無血クーデター的な政治事件（チェコスロバキアやハンガリーやブルガリアや旧ソ連や東ドイツなど）や実際に血みどろの殺人行為による革命劇（ルーマニアや旧ユーゴスラビアなど）が繰り広げられたなか、当時の政権側と民主化運動側との「円卓会議」を何度も開催し辛抱強い話し合いによって自律的に共産主義体制を終えたのはポーランドのみであった。現在のポーランドの与党である市民プラットフォームは一切の過激主義を排して漸進主義を採ることを党の綱領で明確にうたっている。ポーランドのシュラフタ民主主義の理念には、そのために彼ら自身が命を賭けるだけの価値があったのである。
ポーランド分割によってポーランドの自由主義者が敗北した事件は、民主主義の潮流から見ると一時の停滞にすぎなかった。ポーランド国家の消滅によって民主主義の広まりに遅れは出たが、すでにそのころ北アメリカでは人種と資産にその後も制限が長く残ったものの比較的安定した民主主義国家が成立していた。まもなく、民主化運動はヨーロッパの絶対君主制を根元から揺るがし始めた。5月3日憲法の要約は、フランス語、ドイツ語、および英語に翻訳されて各地に紹介された。社会思想家トマス・ペインは、5月3日憲法を大きな躍進と評価している。また、アメリカ独立を支持したイギリスの自由主義政党ホイッグ党の党首エドマンド・バークはポーランド5月3日憲法を手放しで絶賛し、「あらゆる時代の国民が受けられる最も役立つ素晴らしいものである…これにより、スタニスワフ2世は歴史上の偉大な王かつ偉大な政治家に仲間入りした」とかなり興奮気味に記述している。（フランス革命の革命家達もまた、5月3日憲法の成立とスタニスワフ2世のために祝杯をあげた。しかし、フランスの革命家にとってポーランドの改革が革新的だったのは喜ばしいことだったが、それ以上に、ポーランドの護憲戦争とコシチュシュコ蜂起のためにロシアとプロイセンが兵力を割かれ、フランスに加える圧力が弱まるという効果が歓迎された。フランス革命は民主主義を志向したとはいえあくまで「革命」すなわち急進主義・過激主義を手段とし、ポーランド5月3日憲法の漸進主義・穏健主義とは全く路線が異なっていたのである）。ともあれ結果的に守旧派層はヨーロッパを民主主義が席巻することを1世紀遅らせただけだった。第1次世界大戦の後、ヨーロッパの君主国のほとんどは民主主義国家に生まれ変わり、その生まれ変わった国家の中に新しいポーランド共和国もあったのである。

### 祝日
初めて5月3日を祝日として制定したのは、1791年5月5日のことである。ポーランド分割でポーランド王国が消滅した後は廃止されたが、再び成立したポーランド共和国によって改めて祝日と制定された（1919年4月）。第二次世界大戦の期間は、ナチス・ドイツとソビエト連邦の占領軍によって、5月3日憲法記念日は再び廃止されていた。1946年に学生による反共産デモが起こると、当時のポーランド人民共和国政府は5月3日憲法記念日を取りやめて代わりに5月1日を「労働記念日」として制定した。1951年1月に法的にも祝日ではなくなった。その後は1989年になるまで、5月3日は反政府・反共産主義運動のための特別な日だった。東欧革命によって共産主義が崩壊した後、5月3日は正式な祝日に復帰した（1990年4月）。
なお、日本の憲法記念日とも同日であるが、これは偶然のことである。

## 参考資料
文中資料
- Markoff, John (Nov 1996), Waves of Democracy: Social Movements and Political Change (Sociology for a New Century Series), Pine Forge Press, ISBN 0-8039-9019-7
- マディソン, ジェームズ; ハミルトン, アレクサンダー (1987), The Federalist Papers, Penguin Classics, ISBN 0140444955
- Blaustein, Albert (Jan 1993), Constitutions of the World, Fred B. Rothman & Company, ISBN 083770362X
- Sanford, George (2002), Democratic Government in Poland: Constitutional Politics Since 1989, Palgrave Macmillan, ISBN 0333774752
- Cranston, Maurice (1997), The Solitary Self: Jean-Jacques Rousseau in Exile and Adversity, University of Chicago Press, ISBN 022611865-7
- Wandycz, Piotr Stefan (2001), The Price of Freedom: A History of East Central Europe from the Middle Ages to the Present, Routledge (UK), ISBN 0415254914
- Schroeder, Paul W. (1996), The Transformation of European Politics 1763-1848, Oxford University Press, ISBN 0198206542

一般資料：
- (編) S. キェニェーヴィチ,  (翻訳) 加藤一夫, 水島孝生, 『ポーランド史』　,全2巻, 1996年, ISBN 4770406371
- Adam Zamoyski, The Polish Way: a Thousand-Year History of the Poles and Their Culture, New York, Hippocrene Books, 1994.
- Jacek Jędruch, Constitutions, Elections and Legislatures of Poland, 1493-1993, Summit, NJ, EJJ Books, 1998, ISBN 0-7818-0637-2.
- Jozef Kasparek, The Constitutions of Poland and of the United States: Kinships and Genealogy, Miami, American Institute of Polish Culture, 1980.
- Norman Davies, God's Playground, 2 vols., ISBN 0-231-05353-3 and ISBN 0-231-05351-7.
- Paweł Jasienica, Rzeczpospolita Obojga Narodów (The Commonwealth of the Two Peoples), ISBN 83-06-01093-0.
- Emanuel Rostworowski, Maj 1791 - maj 1792: rok monarchii konstytucyjnej (May 1791 - May 1792: the Year of Constitutional Monarchy), Warsaw, Zamek Królewski (Royal Castle), 1985.